# Отделы администрации президента Российской Федерации
В статье представлен список отделов — самостоятельных подразделений Администрации президента Российской Федерации и их начальников.
В качестве самостоятельных подразделений в структуру Администрации Президента входили:
- отдел президента Российской Федерации (1991—1992)
- отделы Администрации президента Российской Федерации (1991—1998)
- отделы комиссий при президенте Российской Федерации (1992—1996)

Кроме самостоятельных подразделений Администрации президента, до 2004 г. действовали отделы — структурные подразделения управлений и других самостоятельных подразделений Администрации президента (Положением об Администрации президента Российской Федерации, утверждённым Указом президента Российской Федерации от 6 апреля 2004 г. № 490, установлено, что самостоятельные подразделения Администрации состоят из департаментов).
Отделы расположены в списке в хронологическом порядке по дате их создания.
После даты назначения или освобождения от должности начальников отделов стоит номер соответствующего указа или распоряжения президента Российской Федерации (если таковые были опубликованы).

## Отдел президента Российской Федерации

### Отдел информации президента Российской Федерации
Указом президента РСФСР от 5 августа 1991 г. № 32 Отдел информации Совета Министров РСФСР преобразован в Отдел информации Президента РСФСР.
Указом президента Российской Федерации от 21 марта 1992 г. № 289 Отдел информации президента Российской Федерации включён в состав Информационно-аналитического центра Администрации президента Российской Федерации.
- Сергеев Валентин Михайлович, начальник (9 августа 1991 г., № 13-рп — 19 октября 1991 г., № 149)

## Отделы Администрации президента Российской Федерации

### Отдел кадров Администрации президента Российской Федерации
Распоряжением президента РСФСР от 7 сентября 1991 г. № 36-рп Отдел кадров подчинен непосредственно руководителю Администрации президента РСФСР (Указом президента РСФСР от 5 августа 1991 г. № 32 все подразделения бывшего Управления делами Совета министров РСФСР, за исключёнием Отдела по взаимодействию с Верховным советом РСФСР и Секретариата председателя Совета министров РСФСР, включёны в состав Управления делами Администрации президента РСФСР).

### Отдел писем и приема граждан Администрации президента Российской Федерации
Распоряжением Президента Российской Федерации от 24 января 1992 г. № 32-рп Отдел писем и приема граждан Управления Делами Администрации Президента Российской Федерации преобразован в Отдел писем и приема граждан Администрации Президента Российской Федерации.
Указом Президента Российской Федерации от 22 мая 1995 г. № 514 Отдел писем и приема граждан Администрации Президента Российской Федерации преобразован в Управление Президента Российской Федерации по работе с обращениями граждан.
- Миронов Михаил Алексеевич, начальник (1992—1995) В рамках работы на этой должности именно он готовил во время наиболее активных рыночных реформ 1992 года обзоры обращений граждан и их реакции на происходящие события для президента и председателя правительства[1].

### Отдел по вопросам гражданства Администрации президента Российской Федерации
Указом Президента Российской Федерации от 6 мая 1992 г. № 465 в Комиссии по вопросам гражданства при Президенте Российской Федерации создан рабочий аппарат.
Положением о Комиссии по вопросам гражданства при Президенте Российской Федерации, утверждённым распоряжением Президента Российской Федерации от 23 июня 1992 г. № 313-рп, установлено, что рабочим аппаратом Комиссии является Отдел по вопросам гражданства Администрации Президента Российской Федерации.
Указом Президента Российской Федерации от 17 марта 1994 г. № 550 создано Управление по вопросам гражданства Администрации Президента Российской Федерации на базе Отдела по вопросам гражданства Администрации Президента Российской Федерации.

### Отдел по вопросам помилования Администрации президента Российской Федерации
Указом Президента Российской Федерации от 6 мая 1992 г. № 465 в Комиссии по вопросам помилования при Президенте Российской Федерации создан рабочий аппарат.
Указом Президента Российской Федерации от 22 февраля 1993 г. № 273 в структуру Администрации Президента Российской Федерации включён Отдел по вопросам помилования.
Реорганизован Указом Президента Российской Федерации от 29 января 1996 г. № 117.

### Отдел по государственным наградам Администрации президента Российской Федерации
Указом Президента Российской Федерации от 6 мая 1992 г. № 465 в Комиссии по государственным наградам при Президенте Российской Федерации создан рабочий аппарат.
Указом Президента Российской Федерации от 22 февраля 1993 г. № 273 в структуру Администрации Президента Российской Федерации включён Отдел по государственным наградам.
Упразднён Указом Президента Российской Федерации от 7 декабря 1994 г. № 2163.

### Организационный отдел Администрации президента Российской Федерации
Образован Указом Президента Российской Федерации от 22 февраля 1993 г. № 273.
Указом Президента Российской Федерации от 18 марта 1996 г. № 387 Организационный отдел Администрации Президента Российской Федерации преобразован в Организационное управление Администрации Президента Российской Федерации.
- Чернов Валерий Алексеевич, начальник (19 марта 1993 г., № 183-рп — 1996 г.)

### Отдел по взаимодействию с партиями и общественными объединениями Администрации Президента Российской Федерации
Образован Указом Президента Российской Федерации от 21 марта 1994 г. № 560.
Упразднён Указом Президента Российской Федерации от 28 августа 1994 г. № 1724.
- Щегорцов Валерий Александрович, начальник (21 марта 1994 г., № 560—1994 г.)

### Отдел Администрации президента Российской Федерации по взаимодействию с депутатами Совета Федерации и Государственной Думы Федерального Собрания
Образован Указом Президента Российской Федерации от 23 мая 1994 г. № 1009.
Упразднён Указом Президента Российской Федерации от 28 августа 1994 г. № 1724.
- Логинов Андрей Викторович, начальник (23 мая 1994 г., № 1009 — 23 августа 1994 г., № 1724)

### Отдел оперативных работ Администрации президента Российской Федерации
Образован распоряжением Президента Российской Федерации от 20 июня 1994 г. № 310-рп.
Указом Президента Российской Федерации от 16 декабря 1994 г. № 2181 образовано Управление информатизации и документационного обеспечения Администрации Президента Российской Федерации на базе Управления информационно-технологических систем Администрации Президента Российской Федерации, Управления делопроизводства Администрации Президента Российской Федерации, Отдела секретного делопроизводства Администрации Президента Российской Федерации и Отдела оперативных работ Администрации Президента Российской Федерации.

### Отдел секретного делопроизводства Администрации президента Российской Федерации
Образован ? (в структуре Администрации Президента Российской Федерации, утверждённой Указом Президента Российской Федерации от 22 февраля 1993 г. № 273, не значится).
Указом президента Российской Федерации от 16 декабря 1994 г. № 2181 образовано Управление информатизации и документационного обеспечения Администрации Президента Российской Федерации на базе Управления информационно-технологических систем Администрации Президента Российской Федерации, Управления делопроизводства Администрации Президента Российской Федерации, Отдела секретного делопроизводства Администрации Президента Российской Федерации и Отдела оперативных работ Администрации Президента Российской Федерации.
Образован Указом президента Российской Федерации от 29 января 1996 г. № 117.
Упразднён Указом Президента Российской Федерации от 12 февраля 1998 г. № 162.
- Еровинкин Олег Александрович, начальник (1997—1998)

### Отдел Администрации президента Российской Федерации по обеспечению деятельности Комиссии по вопросам гражданства при Президенте Российской Федерации
Образован указом президента Российской Федерации от 13 августа 1996 г. № 1164.
Указом президента Российской Федерации от 12 февраля 1998 г. № 162 Отдел Администрации президента Российской Федерации по обеспечению деятельности Комиссии по вопросам гражданства при Президенте Российской Федерации преобразован в Управление Президента Российской Федерации по вопросам гражданства.

### Отдел Администрации президента Российской Федерации по обеспечению деятельности Комиссии при Президенте Российской Федерации по Государственным премиям Российской Федерации в области литературы и искусства
Образован Указом Президента Российской Федерации от 13 августа 1996 г. № 1164.
Упразднён Указом Президента Российской Федерации от 12 февраля 1998 г. № 162.

### Отдел Администрации президента Российской Федерации по обеспечению деятельности Комиссии по правам человека при Президенте Российской Федерации
Указом Президента Российской Федерации от 2 октября 1996 г. № 1412 в перечень самостоятельных подразделений Администрации Президента Российской Федерации включён Отдел Администрации Президента Российской Федерации по обеспечению деятельности Комиссии при Президенте Российской Федерации по правам человека.
В соответствии с Положением о Комиссии по правам человека при Президенте Российской Федерации, утверждённым Указом Президента Российской Федерации от 18 октября 1996 г. № 1457 — Отдел Администрации Президента Российской Федерации по обеспечению деятельности Комиссии по правам человека при Президенте Российской Федерации.
Упразднён Указом Президента Российской Федерации от 12 февраля 1998 г. № 162.

### Отдел Администрации президента Российской Федерации по обеспечению деятельности Комиссии при Президенте Российской Федерации по подготовке договоров о разграничении предметов ведения и полномочий между федеральными органами государственной власти и органами государственной власти субъектов Российской Федерации
Указом президента Российской Федерации от 2 октября 1996 г. № 1412 включён в перечень самостоятельных подразделений Администрации Президента Российской Федерации.
Упразднён Указом Президента Российской Федерации от 12 февраля 1998 г. № 162.
- Яник Андрей Александрович, начальник (1996—1998)

### Отдел Администрации президента Российской Федерации по обеспечению деятельности Комиссии при Президенте Российской Федерации по реабилитации жертв политических репрессий
Указом Президента Российской Федерации от 2 октября 1996 г. № 1412 включён в перечень самостоятельных подразделений Администрации Президента Российской Федерации.
Упразднён Указом Президента Российской Федерации от 12 февраля 1998 г. № 162.

### Отдел Администрации президента Российской Федерации по обеспечению деятельности Совета при президенте Российской Федерации по местному самоуправлению
Указом Президента Российской Федерации от 2 октября 1996 г. № 1412 включён в перечень самостоятельных подразделений Администрации Президента Российской Федерации.
Указом Президента Российской Федерации от 29 мая 1997 г. № 531 Отдел Администрации Президента Российской Федерации по обеспечению деятельности Совета при Президенте Российской Федерации по местному самоуправлению преобразован в Управление Президента Российской Федерации по вопросам местного самоуправления.

### Отдел Администрации президента Российской Федерации по программно-техническому обеспечению
Указом Президента Российской Федерации от 2 октября 1996 г. № 1412 включён в перечень самостоятельных подразделений Администрации Президента Российской Федерации.
Упразднён Указом Президента Российской Федерации от 12 февраля 1998 г. № 162.

### Отдел информационных баз данных Администрации президента Российской Федерации
Указом Президента Российской Федерации от 2 октября 1996 г. № 1412 включён в перечень самостоятельных подразделений Администрации Президента Российской Федерации.
Упразднён Указом Президента Российской Федерации от 12 февраля 1998 г. № 162.
- Райков Александр Николаевич, начальник (1996—1998)

### Отдел Администрации президента Российской Федерации по взаимодействию с органами Содружества Независимых Государств
Образован Указом Президента Российской Федерации от 1 марта 1997 г. № 152.
Упразднён Указом Президента Российской Федерации от 19 сентября 1997 г. № 1039.

### Отдел Администрации президента Российской Федерации по обеспечению деятельности полномочного представителя Президента Российской Федерации в Государственной Думе Федерального Собрания Российской Федерации
Указом Президента Российской Федерации от 30 июня 1997 г. № 660 рабочий аппарат полномочного представителя Президента Российской Федерации в Государственной Думе Федерального Собрания Российской Федерации преобразован в Отдел Администрации Президента Российской Федерации по обеспечению деятельности полномочного представителя Президента Российской Федерации в Государственной Думе Федерального Собрания Российской Федерации.
Упразднён Указом Президента Российской Федерации от 12 февраля 1998 г. № 162.

### Отдел Администрации президента Российской Федерации по обеспечению деятельности полномочного представителя Президента Российской Федерации в Совете Федерации Федерального Собрания Российской Федерации
Указом Президента Российской Федерации от 30 июня 1997 г. № 660 рабочий аппарат полномочного представителя Президента Российской Федерации в Совете Федерации Федерального Собрания Российской Федерации преобразован в Отдел Администрации Президента Российской Федерации по обеспечению деятельности полномочного представителя Президента Российской Федерации в Совете Федерации Федерального Собрания Российской Федерации.
Упразднён Указом Президента Российской Федерации от 12 февраля 1998 г. № 162.

### Отдел Администрации президента Российской Федерации по обеспечению деятельности полномочного представителя Президента Российской Федерации в Конституционном Суде Российской Федерации
Указом Президента Российской Федерации от 30 июня 1997 г. № 660 рабочий аппарат полномочного представителя Президента Российской Федерации в Конституционном Суде Российской Федерации преобразован в Отдел Администрации Президента Российской Федерации по обеспечению деятельности полномочного представителя Президента Российской Федерации в Конституционном Суде Российской Федерации.
Упразднён Указом Президента Российской Федерации от 12 февраля 1998 г. № 162.

### Отдел Администрации президента Российской Федерации по обеспечению деятельности Комиссии при Президенте Российской Федерации по военнопленным, интернированным и пропавшим без вести
Указом Президента Российской Федерации от 6 октября 1997 г. № 1068 отдел по военнопленным, интернированным и пропавшим без вести Управления Администрации Президента Российской Федерации по вопросам помилования преобразован в Отдел Администрации Президента Российской Федерации по обеспечению деятельности Комиссии при Президенте Российской Федерации по военнопленным, интернированным и пропавшим без вести.
Упразднён Указом Президента Российской Федерации от 12 февраля 1998 г. № 162.
- Осипов Сергей Николаевич, начальник (1997—1998)

### Отдел специальной документальной связи Администрации президента Российской Федерации
Образован ? (в перечне самостоятельных подразделений Администрации Президента Российской Федерации, утверждённом Указом Президента Российской Федерации от 2 октября 1996 г. № 1412, не значится).
Упразднён Указом Президента Российской Федерации от 12 февраля 1998 г. № 162.

## Отделы комиссий при президенте Российской Федерации

### Отдел Комиссии при президенте Российской Федерации по реабилитации жертв политических репрессий
Указом Президента Российской Федерации от 2 декабря 1992 г. № 1509 для обеспечения работы Комиссии при Президенте Российской Федерации по реабилитации жертв политических репрессий образован отдел по вопросам реабилитации жертв политических репрессий в качестве структурного подразделения Администрации Президента Российской Федерации.
Указом Президента Российской Федерации от 29 января 1996 г. № 117 отдел Комиссии при Президенте Российской Федерации по реабилитации жертв политических репрессий реорганизован (правовой акт о переименование отдела не публиковался).

### Отдел правового обеспечения работы Комиссии законодательных предположений при президенте Российской Федерации
Распоряжением Президента Российской Федерации от 22 октября 1993 г. № 699-рп в составе Администрации Президента Российской Федерации образован отдел правового обеспечения работы Комиссии законодательных предположений при Президенте Российской Федерации.
Указом Президента Российской Федерации от 25 февраля 1994 г. № 388 Комиссия законодательных предположений при Президенте Российской Федерации упразднена.
- Брычёва Лариса Игоревна, начальник (1993—1994)

### Рабочий аппарат Комиссии по правам человека при Президенте Российской Федерации (отдел)
Указом Президента Российской Федерации от 1 ноября 1993 г. № 1798 для обеспечения деятельности Комиссии по правам человека при Президенте Российской Федерации образован её рабочий аппарат на правах отдела Администрации Президента Российской Федерации.
Распоряжением Президента Российской Федерации от 30 декабря 1995 г. № 560-рп рабочий аппарат Комиссии по правам человека при Президенте Российской Федерации (отдел) включён в состав Управления Президента Российской Федерации по работе с обращениями граждан.

### Отдел Комиссии при президенте Российской Федерации по Государственным премиям Российской Федерации в области литературы и искусства
Положением о Комиссии при Президенте Российской Федерации по Государственным премиям Российской Федерации в области литературы и искусства, утверждённым Указом Президента Российской Федерации от 10 ноября 1993 г. № 1889, установлено, что организационную работу Комиссии осуществляет её рабочий аппарат на правах отдела Администрации Президента Российской Федерации.
Реорганизован Указом Президента Российской Федерации от 29 января 1996 г. № 117.

### Отдел Комиссии по вопросам женщин, семьи и демографии при президенте Российской Федерации
Указом Президента Российской Федерации от 15 ноября 1993 г. № 1908 образован отдел Комиссии по вопросам женщин, семьи и демографии при Президенте Российской Федерации, являющийся структурным подразделением Администрации Президента Российской Федерации.
Реорганизован Указом Президента Российской Федерации от 29 января 1996 г. № 117.

### Отдел Комиссии при Президенте Российской Федерации по расследованию фактов бесследной пропажи граждан иностранных государств, а также российских граждан, исчезнувших при невыясненных обстоятельствах за пределами границ бывшего Советского Союза
Положением о Комиссии при Президенте Российской Федерации по расследованию фактов бесследной пропажи граждан иностранных государств, а также российских граждан, исчезнувших при невыясненных обстоятельствах за пределами границ бывшего Советского Союза, утверждённым распоряжением Президента Российской Федерации от 11 февраля 1994 г. № 72-рп, установлено, что рабочим аппаратом Комиссии является отдел Комиссии — структурное подразделение Администрации Президента Российской Федерации.
Указом Президента Российской Федерации от 8 ноября 1994 г. № 2070 Комиссия при Президенте Российской Федерации по расследованию фактов бесследной пропажи граждан иностранных государств, а также российских граждан, исчезнувших при невыясненных обстоятельствах за пределами границ бывшего Советского Союза преобразована в Комиссию при Президенте Российской Федерации по военнопленным, интернированным и пропавшим без вести.

### Отдел Комиссии при Президенте Российской Федерации по военнопленным, интернированным и пропавшим без вести
Положением о Комиссии при Президенте Российской Федерации по военнопленным, интернированным и пропавшим без вести, утверждённым Указом Президента Российской Федерации от 8 ноября 1994 г. № 2070, установлено, что рабочим аппаратом Комиссии является отдел Комиссии.
Реорганизован Указом Президента Российской Федерации от 29 января 1996 г. № 117.